# Pschu flygplats
Pschu flygplats är en liten flygplats i bergsbyn Pschu, (georgiska: ფსხუ), som ligger i den autonoma republiken Abchazien i Georgien. Enda flygplatsen som trafikerar Pschu är Suchumi Dranda flygplats i Abchazien.[källa behövs]
Flygplatsen fungerade framgångsrikt fram till 1993, men under konflikten Georgien-Abchaz stängdes den och användes för jordbruksbehovet för landets invånare. Efter nästan 30 år är det planerat att genomgå en omfattande rekonstruktion och en ny lansering år 2024.